# ТЕС Амбоїманамбола (Акса)
ТЕС Амбоїманамбола (Акса) — теплова електростанція на Мадагаскарі, за декілька км на схід від столиці країни Антананаріву. По завершення другої черги повинна стати найпотужнішою ТЕС країни, призначеною для обслуговування мереж загального користування (ТЕС Амбатові матиме більшу потужність, проте для вона діє для потреб нікелевого рудника).
В середині 2010-х років з метою подолання великого енергодефіциту на Мадагаскарі реалізували ряд проектів у галузі теплової енергетики. Одним з них стало спорудження турецькою компанією Aksa станції загальною потужністю 120 МВт, місце для розміщення якої з метою використання наявної інфраструктури обрали поруч з іншими генеруючими об'єктами, як то ТЕС Амбоїманамбола I (12 МВт, належить приватній компанії Hydelec), ТЕС Амбоїманамбола II (25 МВт, належить державній JIRAMA) та ТЕС Noor 1, 2. Перша черга станції Aksa складається з одинадцяти дизель-генераторів виробництва фінської компанії Wartsila потужністю по 6 МВт, котрі наприкінці весни 2017 року доставили з бази на острові Маврикій за допомогою літаків Ан-124.
Як паливо дизель-генератори використовуватимуть нафтопродукти.